# Furan, Småland
Furan är en sjö i Hultsfreds kommun i Småland och ingår i Marströmmens huvudavrinningsområde.